# Henri Honoré Plé
Henri Honoré Plé (Parigi, 2 marzo 1853 – Parigi, 31 gennaio 1922) è stato uno scultore francese.

## Biografia

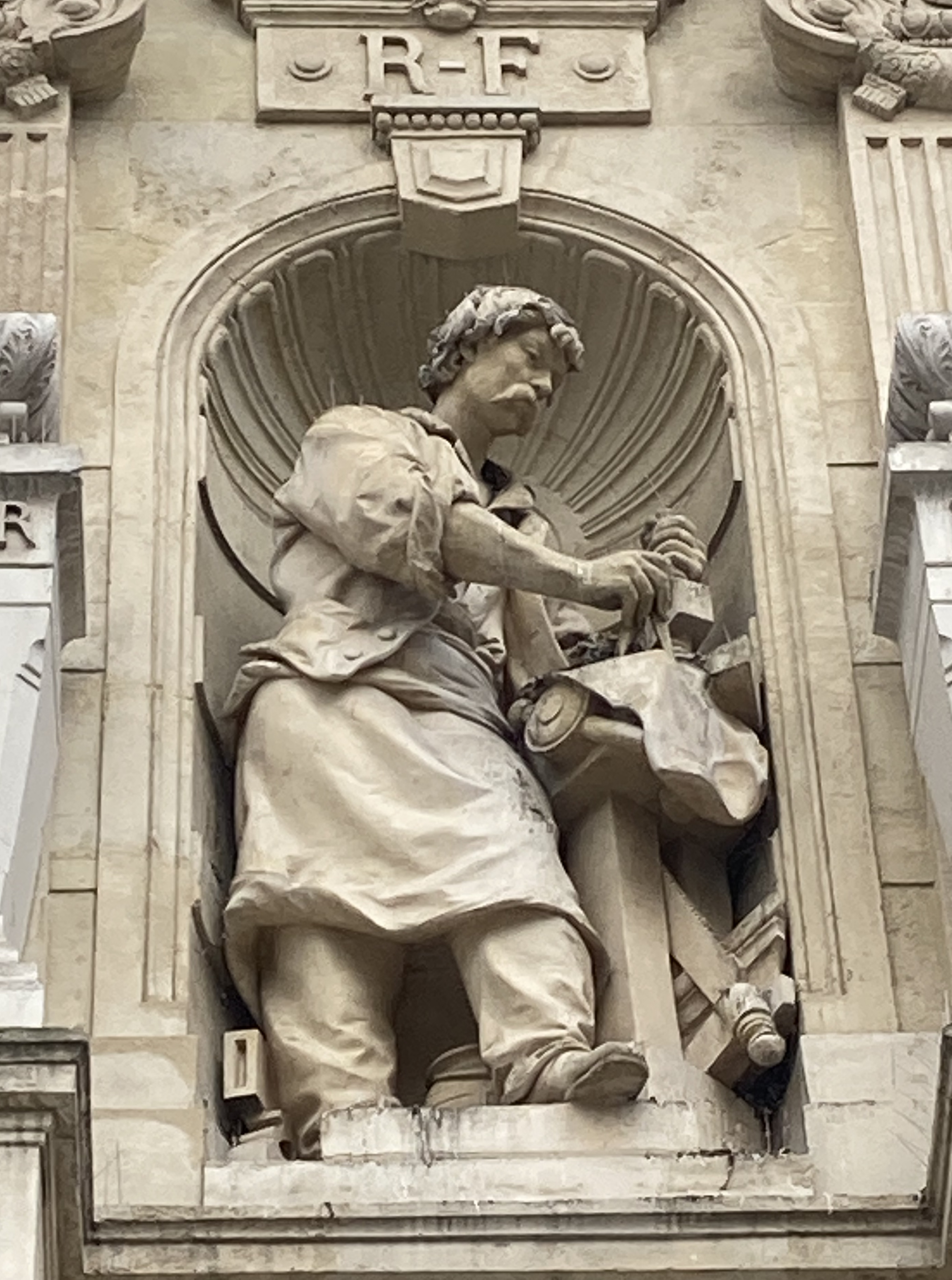
La statua di un ebanista scolpita da Plé per il municipio del XII arrondissement di Parigi

Henri Honoré Plé, figlio di un decoratore di porcellane e studente di Mathurin Moreau, espose al Salone a partire dal 1877. Nel 1879 si guadagnò una menzione onorevole, mentre l'anno successivo ottenne una medaglia di terza classe.
Il 9 aprile del 1833, si sposò nel municipio del ventesimo arrondissement con Augustine Mathilde Viard, un'insegnante.
Fu un membro della Società degli artisti francesi (Société des Artistes Français), fece parte del movimento dell'Art nouveau e ottenne una medaglia di bronzo all'esposizione universale del 1900.
Sua moglie morì il 24 dicembre del 1904. Egli morì nella propria abitazione, al numero 11 di avenue Parmentier, il 31 gennaio del 1922. Venne sepolto l'indomani al cimitero di Père-Lachaise, nella novantaduesima divisione, accanto a sua moglie e alla seconda moglie di suo padre.
Per il municipio del dodicesimo arrondissement di Parigi scolpì un'Ebanista.